# Blue Thunder (videogioco)
Blue Thunder è un videogioco sparatutto pubblicato nel 1984 per Atari 8-bit, Commodore 64 e ZX Spectrum dalla Richard Wilcox Software. È il primo e unico gioco pubblicato con questo marchio; l'azienda si trasformò poco dopo nella Elite Systems. Si controlla un elicottero militare di colore blu, riferimento non ufficiale al film Tuono blu (Blue Thunder) del 1983 e alla relativa serie televisiva del 1984.
Nel 1985 Elite pubblicò un'altra edizione del gioco per Atari 8-bit con il titolo Airwolf, richiamando stavolta esplicitamente con licenza ufficiale la serie televisiva Airwolf; la copertina è la stessa del coevo videogioco Airwolf uscito per altri computer, ma il gioco per Atari è molto diverso e non è altro che Blue Thunder con schermate dei titoli modificate.

## Modalità di gioco
Il giocatore pilota l'elicottero che, per completare ogni livello, deve decollare da una portaelicotteri, raggiungere e liberare un gruppo di camerati prigionieri, e riportarli alla nave.
Il gioco si svolge in uno scenario bidimensionale di mare con varie isole, con visuale di lato, a scorrimento orizzontale nei due sensi.
Si parte dall'estremità destra dello scenario e l'obiettivo è all'estremità sinistra, tranne che nella versione Commodore 64 dove si deve andare da sinistra a destra.
L'elicottero può muoversi in tutte le direzioni e rivolgersi a destra, sinistra o di fronte. Quando è di lato può sparare in orizzontale, quando è di fronte può lanciare bombe verso il basso. Su ZX Spectrum e Atari 8-bit la rotazione dell'elicottero avviene con il pulsante e non è legata al movimento, per cui è possibile volare all'indietro, inoltre si può sparare in modo inclinato mentre ci si sposta.
Sulle isole si trovano postazioni di cannoni e lanciamissili contraerei da evitare. Su Commodore 64 si incontrano anche dirigibili armati e nuvole letali. Andando avanti nel gioco si devono affrontare anche jet nemici, sottomarini che lanciano missili, e palloni indistruttibili.
Oltre che per un qualsiasi attacco o scontro, si può perdere una vita per esaurimento del carburante.
All'estremità dello scenario c'è il campo di prigionia dove atterrare per raccogliere gli uomini, ma prima si devono sbloccare le difese distruggendo un reattore nucleare, ossia colpendo un oggetto all'interno di una struttura dentro la quale bisogna entrare con l'elicottero, in uno spazio stretto e a sua volta protetto da difese.
Ci sono 5 livelli di difficoltà crescente, direttamente selezionabili dal giocatore.

## Sviluppo
Il programma per ZX Spectrum, sviluppato dal titolare dell'azienda Richard Wilcox, venne creato con il compilatore di BASIC Wye Compiler. Alcune delle prime copie contenevano sulla cassetta anche il compilatore stesso salvato insieme al gioco.